# Sojuz TMA-11M
Sojuz TMA-11M – misja statku załogowego Sojuz do Międzynarodowej Stacji Kosmicznej. Start z trzyosobową załogą wraz z ładunkiem, w tym zniczem olimpijskim, odbył się 7 listopada 2013 r. z kosmodromu Bajkonur. Dokowanie nastąpiło po 6 godzinach i 13 minutach, zwiększając czasowo liczbę osób obecnych na stacji do dziewięciu.
Lądowanie nastąpiło 14 maja 2014 r. w Kazachstanie w pobliżu miasta Dżezkazgan. Był to 120. lot kapsuły Sojuz w historii.

## Załoga

### Podstawowa
- Michaił Tiurin (3) – dowódca (Rosja)
- Richard Mastracchio (4) – inżynier pokładowy (USA)
- Kōichi Wakata (4) – inżynier pokładowy (Japonia)

### Rezerwowa
- Maksim Surajew (2) – dowódca (Rosja)
- Gregory Wiseman (1) – inżynier pokładowy (USA)
- Alexander Gerst (1) – inżynier pokładowy (ESA, Niemcy)

## Galeria

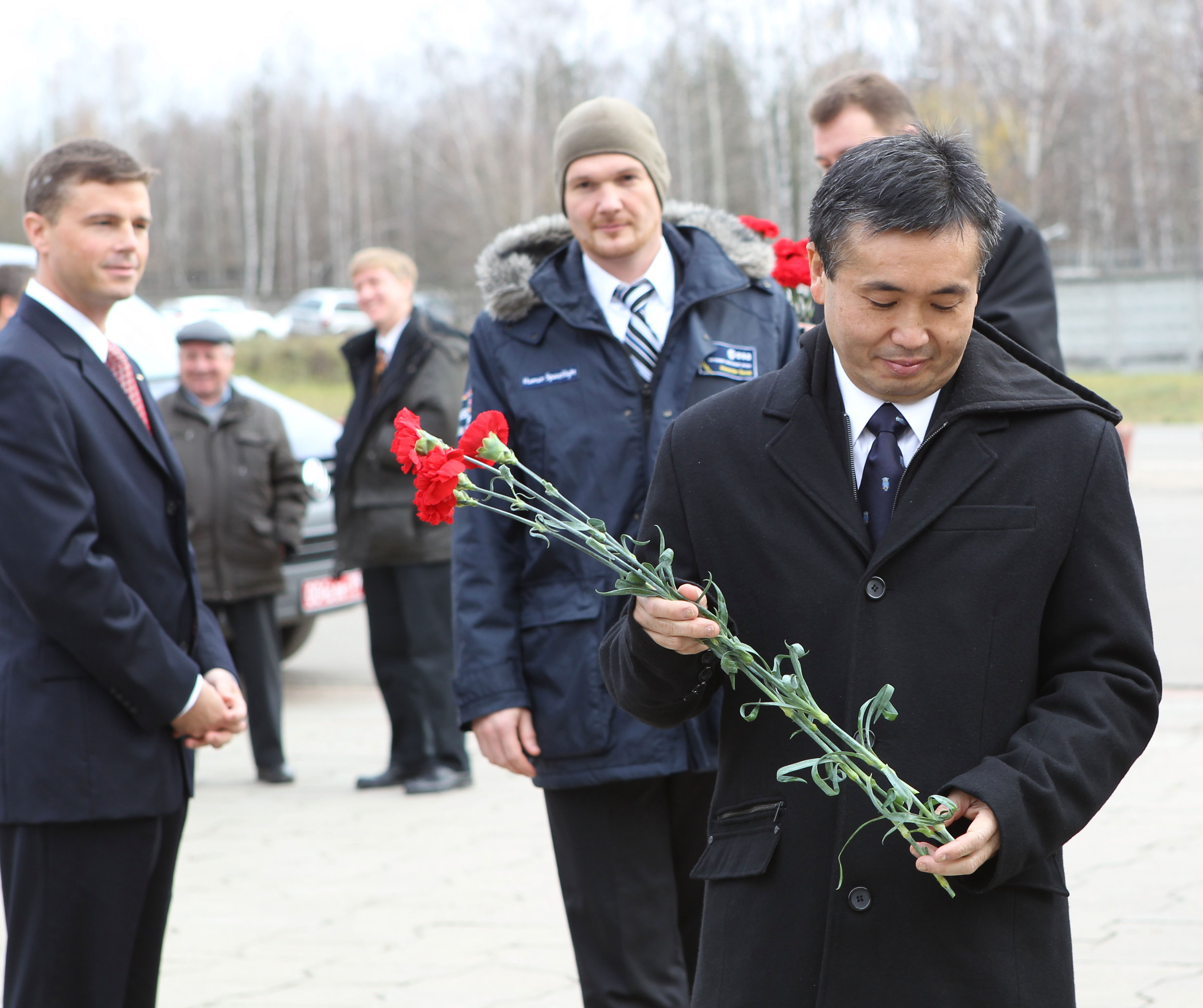
K. Wakata składa kwiaty pod pomnikiem Gagarina (22.10.2013)
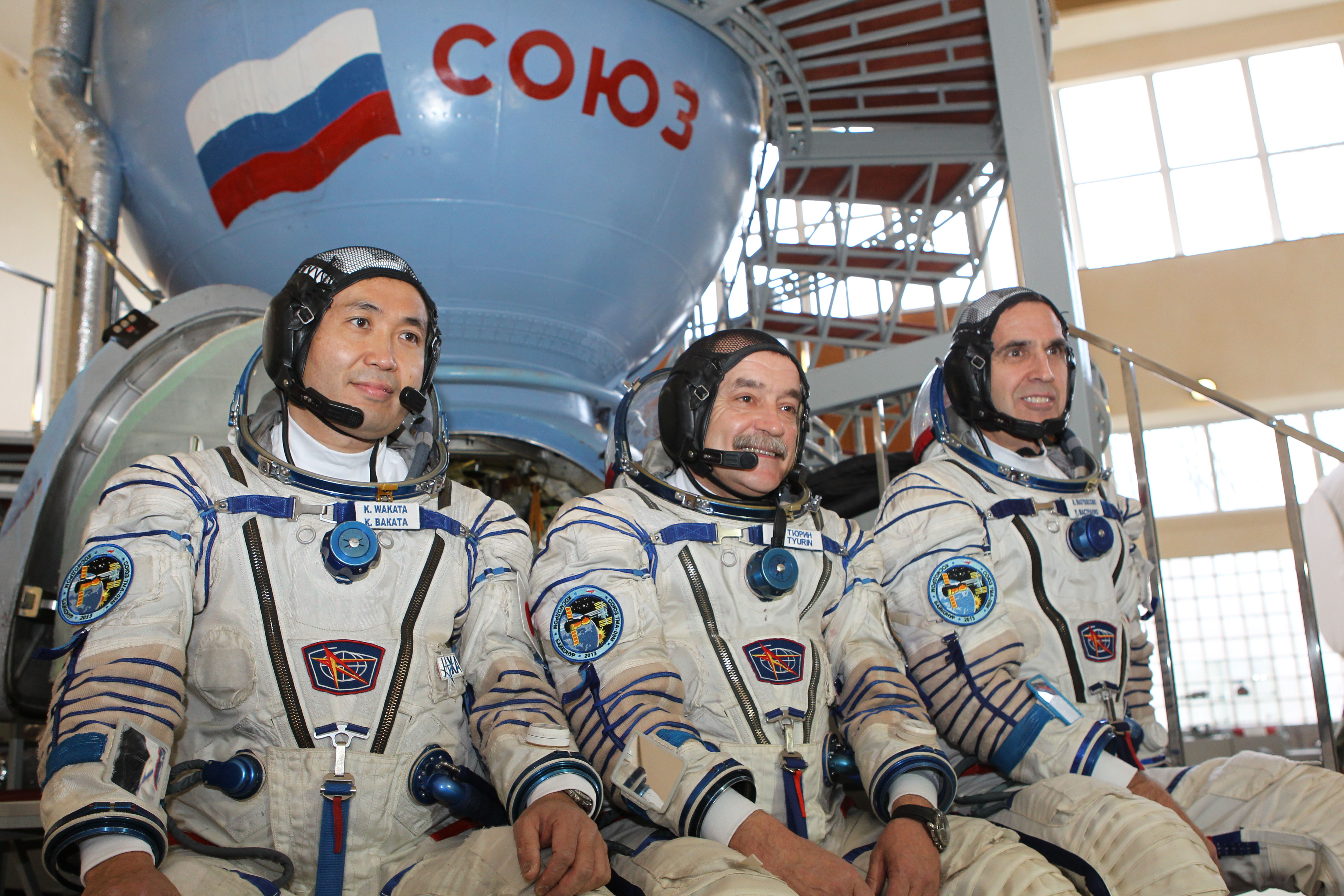
Załoga podczas treningu (28.10.2013)
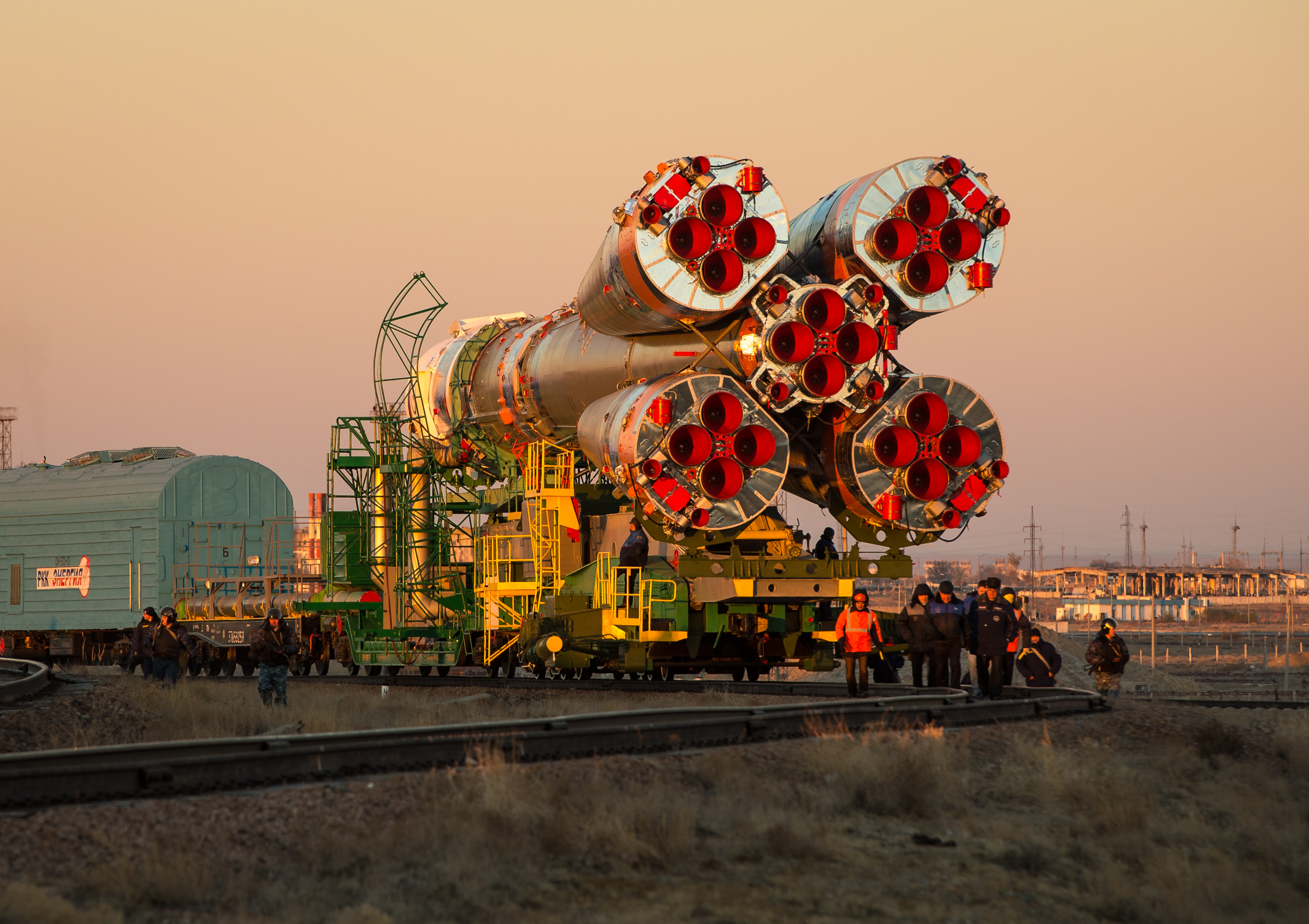
Rakieta w drodze na wyrzutnię (5.11.2013)
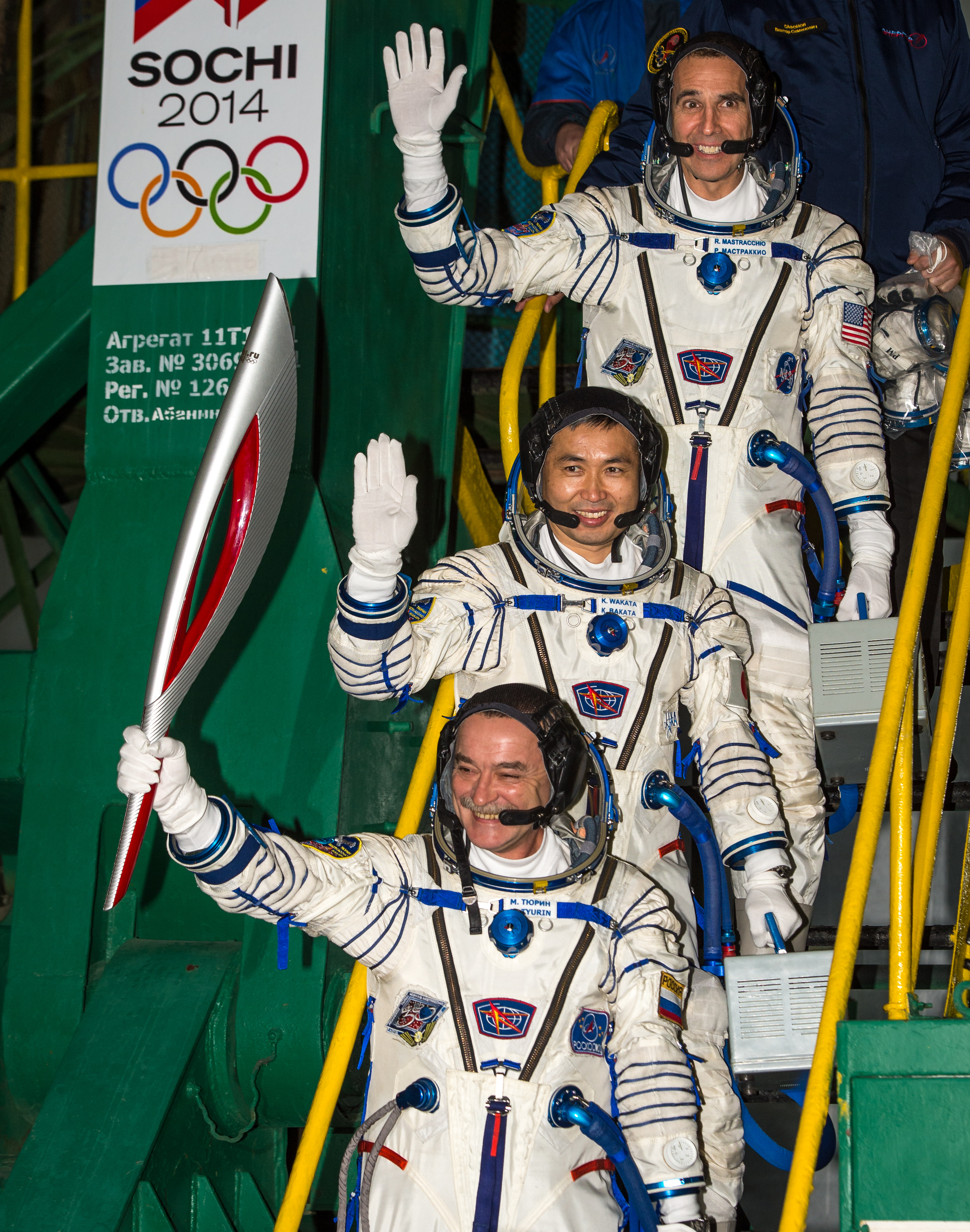
Pożegnanie przed startem – dowódca trzyma znicz olimpijski (7.11.2013)
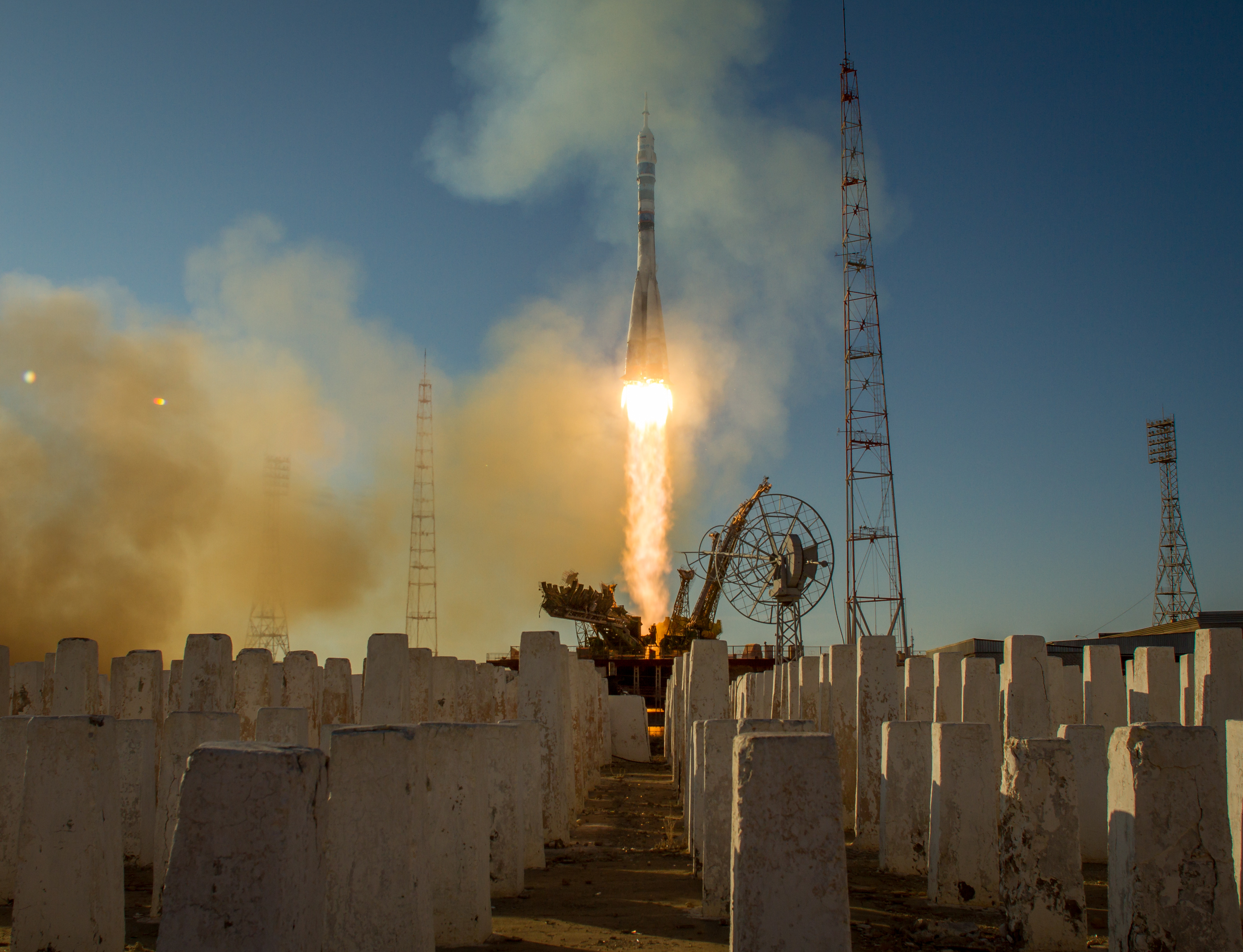
Start (7.11.2013)
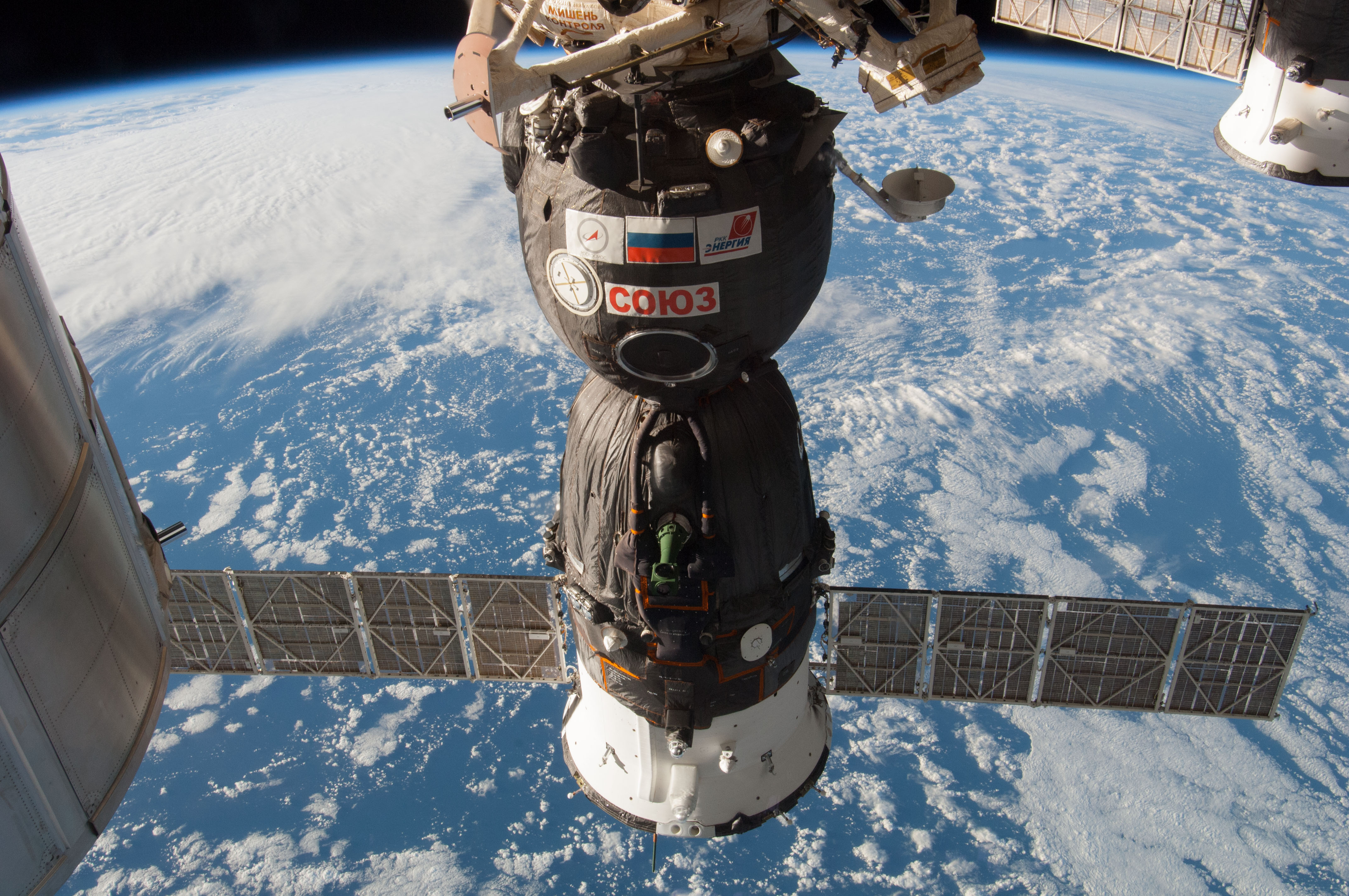
Sojuz TMA-11M zacumowany do modułu MRM 1 (listopad 2013)
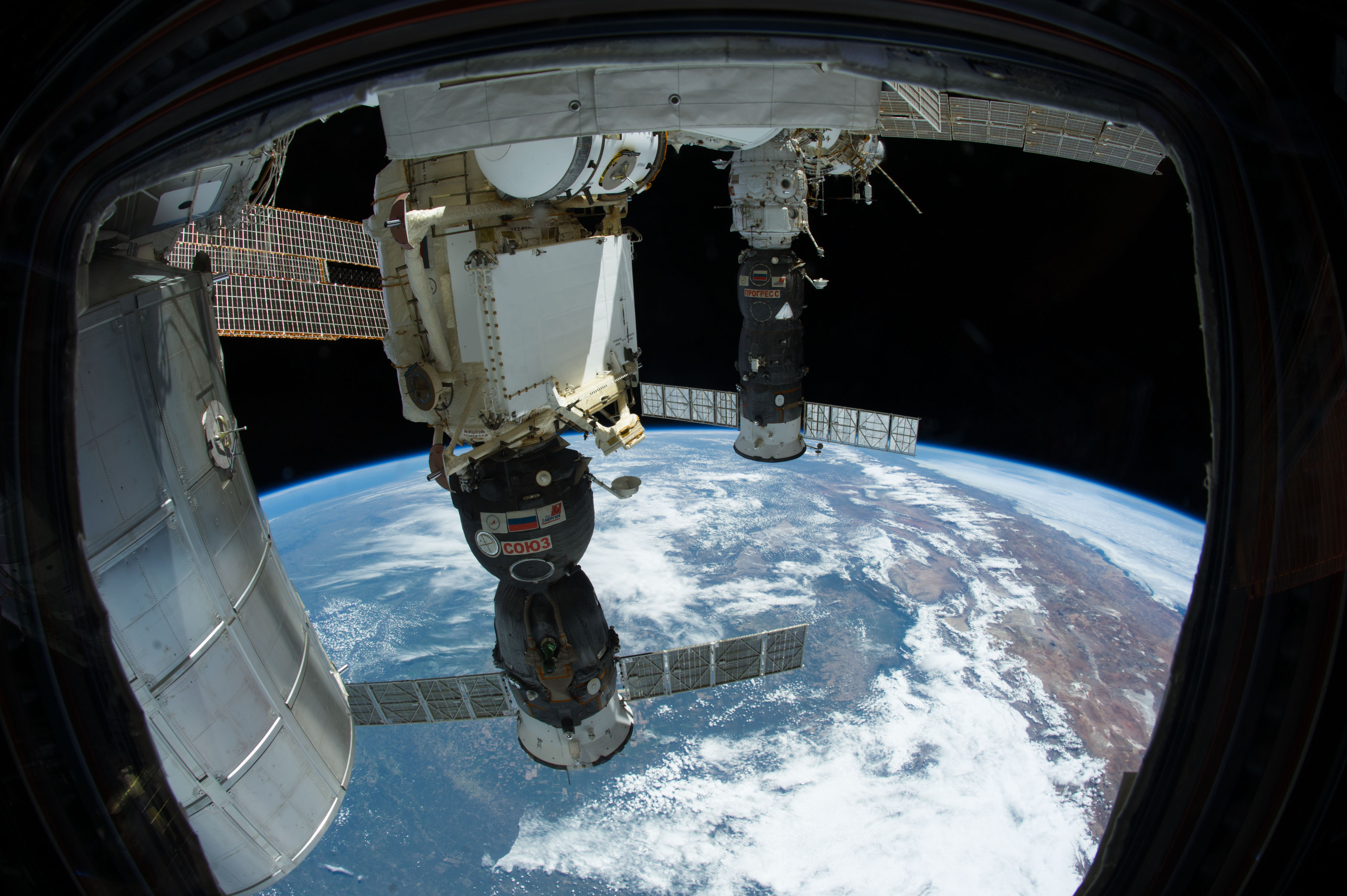
Sojuz TMA-11M zacumowany do MRM 1 (Rasswiet) i Progress M-20M przyłączony do modułu Pirs (12 grudnia 2013)
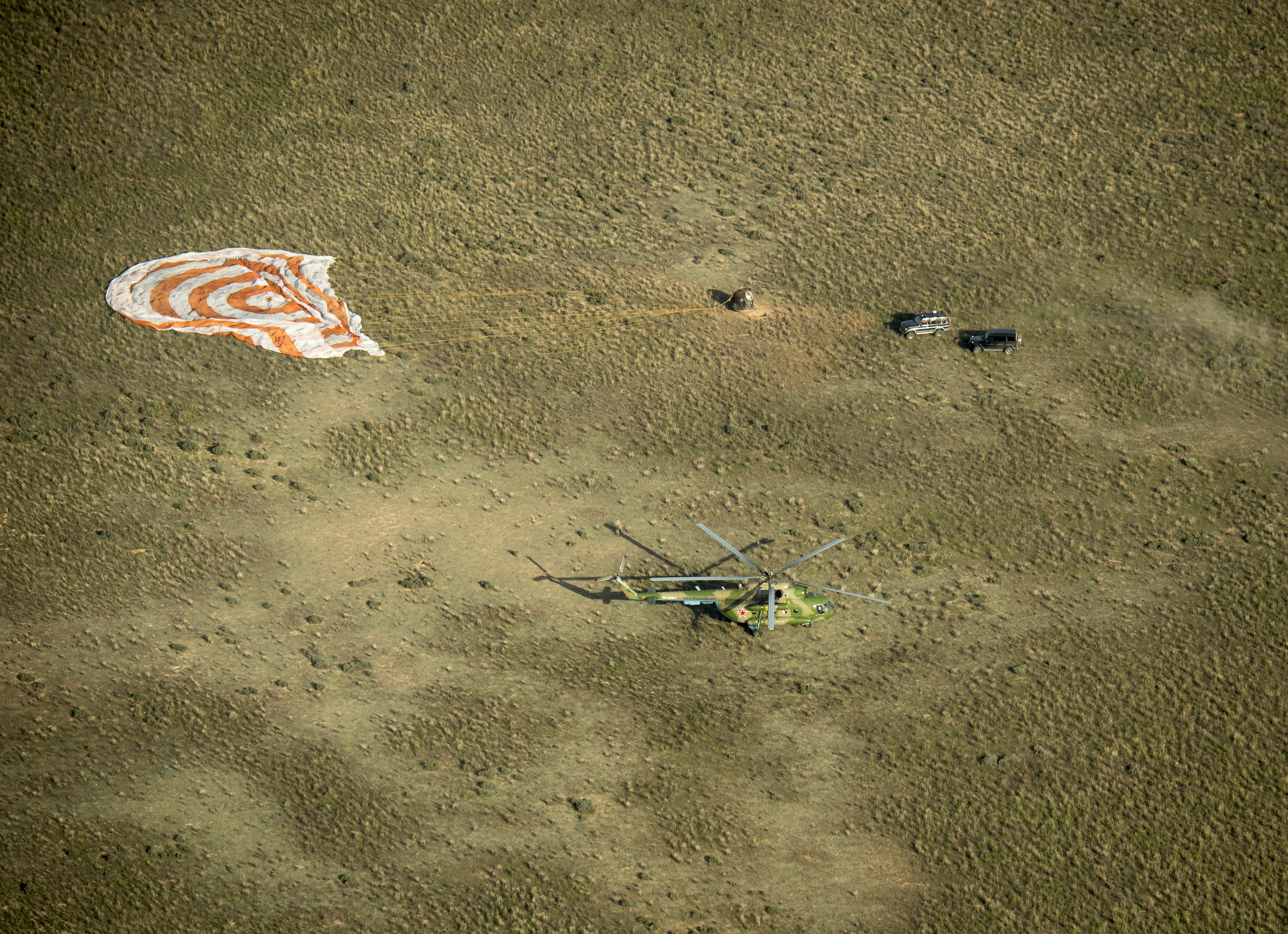
Lądowanie na stepie w Kazachstanie (14 maja 2014)